# Великий Луг (село)
Вели́кий Луг (укр. Великий Луг) — село на Украине, основано в 1794 году, находится в Пулинском районе Житомирской области.
Код КОАТУУ — 1825480801. Население по переписи 2001 года составляет 700 человек. Почтовый индекс — 12050. Телефонный код — 4131.

## Местный совет
12050, Житомирская область, Пулинский район, с. Великий Луг, ул. Ленина, 16.

## История
Село дало восьмерых Героев Социалистического Труда:
- Бойко, Степан Григорьевич,
- Бондарь, Мария Михайловна,
- Бондарь, Николай Васильевич,
- Глуховская, Анастасия Васильевна,
- Люшненко, Константин Павлович,
- Люшненко, Надежда Сергеевна,
- Люшненко, Феодосия Николаевна,
- Осипчук, Ольга Степановна,
- Чухно, Прасковья Григорьевна.